# Bredia yunnanensis
Bredia yunnanensis är en tvåhjärtbladig växtart som först beskrevs av Augustin Abel Hector Léveillé, och fick sitt nu gällande namn av Friedrich Ludwig Diels. Bredia yunnanensis ingår i släktet Bredia och familjen Melastomataceae. Inga underarter finns listade i Catalogue of Life.